# Heterusia sinuosa
Heterusia sinuosa är en fjärilsart som beskrevs av Felder 1875. Heterusia sinuosa ingår i släktet Heterusia och familjen mätare. Inga underarter finns listade i Catalogue of Life.